# Śmierć rotmistrza Pileckiego
Śmierć rotmistrza Pileckiego – polski film fabularny, widowisko teatralne Sceny Faktu Teatru Telewizji z 2006 w reżyserii Ryszarda Bugajskiego, opowiadające o losach polskiego bohatera narodowego rotmistrza Witolda Pileckiego.
Autor scenariusza oparł się głównie na dokumentach z archiwum Instytutu Pamięci Narodowej. Konsultantami naukowymi byli historycy J. Pawłowicz i W. J. Wysocki.

## Opis fabuły
Akcja rozgrywa się w trzech miejscach w Warszawie: na sali sądowej, w podziemiach więzienia na Rakowieckiej oraz w celi Pileckiego. Autor dramatu przedstawił trzy ostatnie lata rotmistrza, o których on sam miał się wyrazić: Oświęcim to była igraszka. Były żołnierz AK był torturowany, niesprawiedliwie osądzony, a następnie zamordowany. Autor dramatu ukazał pośrednio losy innych prześladowanych: Tadeusza Płużańskiego, Marii Szelągowskiej, Ryszarda Jamontta-Krzywickiego.

## Obsada
- Marek Probosz jako rotmistrz Witold Pilecki
- Marek Kalita jako sędzia podpułkownik Jan Hryckowian
- Andrzej Niemirski jako prokurator major Czesław Łapiński
- Jacek Rozenek jako pułkownik UB Józef Różański
- Andrzej Czernik jako generał Władysław Anders
- Gabriela Muskała jako Maria Pilecka
- Jan Monczka jako prokurator pułkownik Stanisław Zarakowski
- Aleksandra Konieczna jako Stanisława Hryckowian
- Łukasz Simlat jako Tadeusz Płużański
- Agnieszka Mandat jako Leokadia Płużańska
- Krzysztof Bień jako mecenas Lech Buszkowski
- Anna Gornostaj jako mecenas Alicja Pintarowa
- Magdalena Gnatowska jako Maria Szelągowska
- Witold Bieliński jako Witold Różycki
- Robert Mazurkiewicz jako Makary Sieradzki
- Tomasz Sobczak jako Ryszard Jamontt-Krzywicki
- Klaudiusz Kaufmann jako protokolant porucznik Ryszard Czarkowski
- Mariusz Zaniewski jako porucznik UB Eugeniusz Chimczak
- Magdalena Emilianowicz jako dziennikarka
- Aleksandra Godlewska jako Eleonora Ostrowska
- Katarzyna Olasz jako Zosia Pilecka
- Kamil Krawczykowski jako Andrzej Pilecki
- Tomasz Dedek jako pułkownik Henryk Holder
- Zbigniew Suszyński jako oddziałowy
- Tomasz Preniasz-Struś jako podoficer
- Paweł Iwanicki jako ubek od przepustek
- Grzegorz Emanuel jako dowódca warty
- Piotr Grabowski jako wartownik
- Paweł Tchórzelski jako strażnik
- Andrzej Środziński jako fryzjer
- Jan Kozaczuk jako oficer
- Piotr Probosz jako przechodzień
- Zbigniew Opalach jako Maksymilian Kaucki
- Grzegorz Królewski jako Jerzy Nowakowski
- Andrzej Purzycki jako sędzia pomocniczy
- Witold Bałusz jako ławnik
- Janusz Burzyński jako adwokat
- Jędrzej Michalski jako adwokat
- Krzysztof Waryński jako adwokat
- Janina Ciepielewska
- Andrzej Miąskowski
- Andrzej Bogdański
- Ryszard Chudobski
- Marek Markiewicz
- Kazimierz Westfal
- Grzegorz Łukasik
- Michał Tyliński
- Zbigniew Leciński
- Wojciech Cieślik

## Nagrody
W 2007 spektakl został nagrodzony w Houston podczas WorldFest Independent Film Festival, otrzymując wyróżnienie jury w kategorii: film video: sprawy polityczne i międzynarodowe. W tym samym roku podczas Krajowego Festiwalu Teatru Polskiego Radia i Teatru TV „Dwa Teatry” w Sopocie otrzymał nagrody za: oryginalny polski tekst dramatyczny, zdjęcia, scenografię oraz muzykę.

## Nieścisłości w fabule
Mimo konsultacji autora scenariusza z naukowcami nie można traktować spektaklu jako dokładnego i precyzyjnego obrazu wydarzeń i źródła pewnych informacji. Występują różnice między przekazanymi informacjami w spektaklu a dokumentami. Przykłady nieścisłości:
- W spektaklu W. Pilecki zeznaje na procesie (0:28:29): „Fizyczną likwidację funkcjonariuszy Ministerstwa Bezpieczeństwa proponował nam Alchimowicz kapitan Wacław Alchimowicz pracownik Ministerstwa Bezpieczeństwa poprzez Leszka Kuchcińskiego (...) prowokatora UB, który nas zadenuncjował.”[5][6].
- Na podstawie informacji otrzymanych od Alchimowicza, Kuchciński sporządził raport, który podpisał pseudonimem „Brzeszczot”. Raport Brzeszczota zawierał opis struktury organizacyjnej MBP i charakterystykę jego władz. Kuchciński zawarł w nim własną sugestię o konieczności przeprowadzenia „likwidacji mózgów MBP”, tj. osób należących do ścisłego kierownictwa MBP. Po poprawieniu stylistycznym i przepisaniu na maszynie przez Płużańskiego „Raport Brzeszczota” otrzymał Pilecki, który przekazał go do dowództwa we Włoszech.
- Pilecki zeznaje (0:28:46): „(...) proszę o powołanie ich obu na świadków!”. Rozmowa między Łapińskim a Hryckowianem – „Alchimowicz jest, ale Kuchciński... Zapomnijcie o nich.” Łapiński nie mógł mówić do Hryckowiana „Alchimowicz jest”, ponieważ rozprawa główna „Witolda” i współtowarzyszy rozpoczęła się 3 marca 1948 roku, a Alchimowicz nie żył od 11 lutego 1948 roku.
- Piotr Probosz mówi w epilogu (1:22:00): „Zabito go tu w więzieniu mokotowskim przy ulicy Rakowieckiej.To był jedyny przypadek kiedy ksiądz asystował przy egzekucji skazańca.” Nie jest to prawda, ponieważ już przy egzekucji Wacława Alchimowicza dnia 11.02.1948 roku był obecny ksiądz kpt. Wincenty Martusiewicz (Protokół wykonania wyroku śmierci W.Alchimowicza).
- Piotr Probosz mówi (1:19:11): „Prezydent Bierut ułaskawił Tadeusza Płużańskiego i Marię Szelągowską, zamieniając im najwyższy wymiar kary na 25 lat więzienia”. Nie jest to prawda, ponieważ karę śmierci wobec T. Płużańskiego i M. Szelągowskiej zamieniono na karę dożywotniego więzienia[7].